# 워너 브라더스의 영화 목록 (2000-2009년)
다음은 2000년부터 2009년까지 제작된 워너 브라더스의 영화 목록이다.
| 개봉 날짜  | 제목                                     | 비고 |
| ---------- | ---------------------------------------- | --- |
| 2000.1.28  | 빅 티즈                                  | |
| 2000.2.18  | 나인 야드                                | 공동 제작 Morgan Creek Productions and Franchise Pictures                                                                               |
| 2000.3.3   | 마이 독 스킵                             | 공동 제작 Alcon Entertainment |
| 2000.3.22  | 로미오 머스트 다이                       | 공동 제작 실버 픽처스 |
| 2000.4.7   | 레디 투 럼블                             | 공동 제작 Outlaw Productions, Bel Air Entertainment and 월드 챔피언십 레슬링                                                            |
| 2000.4.21  | 가십                                     | 공동 제작 빌리지 로드쇼 픽처스 and NPV Entertainment                                                                                    |
| 2000.5.12  | 배틀필드                                 | 공동 제작 Morgan Creek Productions and Franchise Pictures                                                                               |
| 2000.6.30  | 퍼펙트 스톰                              | |
| 2000.7.19  | 인 크라우드                              | 공동 제작 Morgan Creek Productions |
| 2000.8.4   | 스페이스 카우보이                        | 공동 제작 빌리지 로드쇼 픽처스, NPV Entertainment and Malpaso Productions                                                               |
| 2000.8.11  | 리플레이스먼트                           | 공동 제작 Bel Air Entertainment |
| 2000.8.25  | 아트 오브 워                             | 공동 제작 Morgan Creek Productions and Franchise Pictures                                                                               |
| 2000.9.15  | 베이트                                   | 공동 제작 캐슬 록 엔터테인먼트 |
| 2000.9.22  | 체인 오브 풀스                           | |
| 2000.9.29  | 낯선 사람들의 품속으로                   | |
| 2000.9.29  | 베스트 쇼                                | 공동 제작 캐슬 록 엔터테인먼트 |
| 2000.10.6  | 겟 카터                                  | 공동 제작 Morgan Creek Productions, The Canton Company and Franchise Pictures                                                           |
| 2000.10.20 | 아름다운 세상을 위하여                   | 공동 제작 Bel Air Entertainment |
| 2000.11.10 | 레드 플래닛                              | 공동 제작 빌리지 로드쇼 픽처스, NPV Entertainment and The Mark Canton Company                                                           |
| 2000.12.8  | 프루프 오브 라이프                       | 공동 제작 캐슬 록 엔터테인먼트 and Bel Air Entertainment                                                                                |
| 2000.12.22 | 미스 에이전트                            | 공동 제작 캐슬 록 엔터테인먼트, 빌리지 로드쇼 픽처스, NPV Entertainment and Fortis Films                                                |
| 2001.1.19  | 써스펙트                                 | 공동 제작 Morgan Creek Productions and Franchise Pictures                                                                               |
| 2001.2.2   | 발렌타인                                 | 공동 제작 빌리지 로드쇼 픽처스, NPV Entertainment and Mace Neufeld Productions                                                          |
| 2001.2.16  | 스위트 노벰버                            | 공동 제작 Bel Air Entertainment |
| 2001.2.23  | 3000 마일                                | 공동 제작 Morgan Creek Productions and Franchise Pictures                                                                               |
| 2001.3.2   | 스팟                                     | 공동 제작 빌리지 로드쇼 픽처스 and NPV Entertainment                                                                                    |
| 2001.3.16  | 엑시트 운즈                              | 공동 제작 빌리지 로드쇼 픽처스, NPV Entertainment and 실버 픽처스                                                                       |
| 2001.4.27  | 드리븐                                   | 공동 제작 Franchise Pictures |
| 2001.4.27  | 디쉬                                     | |
| 2001.5.18  | 엔젤 아이즈                              | 공동 제작 Morgan Creek Productions and Franchise Pictures                                                                               |
| 2001.6.8   | 스워드피쉬                               | 공동 제작 빌리지 로드쇼 픽처스, NPV Entertainment and 실버 픽처스                                                                       |
| 2001.6.29  | A.I.                                     | 인터내셔널 배급, 공동 제작 드림웍스 픽처스, 앰블린 엔터테인먼트 and Stanley Kubrick Productions                                         |
| 2001.7.4   | 캣츠 앤 독스                             | 공동 제작 빌리지 로드쇼 픽처스 and NPV Entertainment                                                                                    |
| 2001.8.10  | 오스모시스 존스                          | 공동 제작 워너 브라더스 애니메이션 and Conundrum Entertainment                                                                          |
| 2001.8.17  | 파이브 건스                              | 공동 제작 Morgan Creek Productions |
| 2001.8.24  | 썸머 캐치                                | 공동 제작 Bel Air Entertainment |
| 2001.9.7   | 록 스타                                  | 공동 제작 Bel Air Entertainment |
| 2001.9.28  | 하트 인 아틀란티스                       | 공동 제작 캐슬 록 엔터테인먼트, 빌리지 로드쇼 픽처스 and NPV Entertainment                                                              |
| 2001.10.5  | 트레이닝 데이                            | 공동 제작 빌리지 로드쇼 픽처스, NPV Entertainment and Outlaw Productions                                                                |
| 2001.10.26 | 13 고스트                                | 북미 배급, 공동 제작 콜럼비아 픽처스 and 다크 캐슬 엔터테인먼트                                                                         |
| 2001.11.9  | 하이스트                                 | 배급 담당, 공동 제작 Morgan Creek Productions and Franchise Pictures                                                                    |
| 2001.11.16 | 해리 포터와 마법사의 돌                  | 공동 제작 헤이데이 필름스, 1492 픽처스 and Duncan Henderson Productions                                                                 |
| 2001.11.30 | 어페어 오브 더 넥클리스                  | 공동 제작 Alcon Entertainment |
| 2001.12.7  | 오션스 일레븐                            | 공동 제작 빌리지 로드쇼 픽처스, NPV Entertainment and Jerry Weintraub Productions                                                       |
| 2001.12.21 | 마제스틱                                 | 공동 제작 캐슬 록 엔터테인먼트, 빌리지 로드쇼 픽처스 and NPV Entertainment                                                              |
| 2001.12.28 | 샤롯 그레이                              | 북미 배급 |
| 2002.1.25  | 워크 투 리멤버                           | 공동 제작 Pandora and Di Novi Pictures                                                                                                  |
| 2002.2.8   | 콜래트럴 데미지                          | 공동 제작 Bel Air Entertainment |
| 2002.2.22  | 퀸 오브 뱀파이어                         | 공동 제작 빌리지 로드쇼 픽처스 and NPV Entertainment                                                                                    |
| 2002.3.8   | 타임 머신                                | 인터셔널 배급, 공동 제작 드림웍스 픽처스, Parkes/MacDonald Productions and Arnold Leibovit Entertainment                                |
| 2002.3.15  | 쇼타임                                   | 공동 제작 빌리지 로드쇼 픽처스, NPV Entertainment and Tribeca Productions                                                               |
| 2002.3.29  | 스무치 죽이기                            | 북미 배급, 공동 제작 Film 4 Productions                                                                                                 |
| 2002.4.19  | 머더 바이 넘버                           | 공동 제작 캐슬 록 엔터테인먼트 |
| 2002.4.26  | 집행자                                   | 공동 제작 캐슬 록 엔터테인먼트 |
| 2002.5.24  | 인썸니아                                 | 공동 제작 Alcon Entertainment and Section Eight Productions                                                                             |
| 2002.6.7   | 행복한 비밀                              | 공동 제작 Gaylord Films |
| 2002.6.14  | 스쿠비 두                                | 공동 제작 Mosaic Media Group |
| 2002.6.21  | 슈팅 히어로 주와나                       | 공동 제작 Morgan Creek Productions |
| 2002.7.3   | 파워퍼프걸 영화                          | 제작 카툰 네트워크 스튜디오 |
| 2002.7.17  | 프릭스                                   | 공동 제작 빌리지 로드쇼 픽처스, NPV Entertainment and Electric Entertainment                                                            |
| 2002.8.9   | 블러드 워크                              | |
| 2002.8.16  | 플루토 내쉬                              | 공동 제작 캐슬 록 엔터테인먼트, 빌리지 로드쇼 픽처스 and NPV Entertainment                                                              |
| 2002.8.16  | 포제션                                   | 인터내셔널 배급, 공동 제작 포커스 픽쳐스                                                                                                |
| 2002.8.30  | 피어닷컴                                 | 북미 배급 Franchise Pictures, 공동 제작 MDP Worldwide, ApolloMedia, Fear Com Productions and Carousel Film Company                      |
| 2002.9.6   | 시티 바이 더 씨                          | 공동 제작 Franchise Pictures |
| 2002.9.20  | 엑스 대 세버                             | 공동 제작 Franchise Pictures |
| 2002.10.11 | 화이트 올랜더                            | 공동 제작 Pandora |
| 2002.10.18 | 웰컴 투 콜린우드                         | 공동 제작 Pandora |
| 2002.10.25 | 고스트 쉽                                | 공동 제작 빌리지 로드쇼 픽처스, NPV Entertainment and 다크 캐슬 엔터테인먼트                                                            |
| 2002.11.6  | 팜므 파탈                                | 북미 배급 |
| 2002.11.15 | 해리 포터와 비밀의 방                    | 공동 제작 헤이데이 필름스 and 1492 픽처스                                                                                               |
| 2002.12.6  | 애널라이즈 댓                            | 공동 제작 빌리지 로드쇼 픽처스, NPV Entertainment and Tribeca Productions                                                               |
| 2002.12.20 | 투 윅스 노티스                           | 공동 제작 캐슬 록 엔터테인먼트, 빌리지 로드쇼 픽처스 and NPV Entertainment                                                              |
| 2003.1.17  | 캥거루 잭                                | 공동 제작 캐슬 록 엔터테인먼트 and 제리 브룩하이머 필름스                                                                               |
| 2003.2.21  | 신의 영웅들                              | 공동 제작 Mace Neufeld Productions |
| 2003.2.28  | 크레이들 투 그레이브                     | 공동 제작 실버 픽처스 |
| 2003.3.21  | 드림캐쳐                                 | 공동 제작 캐슬 록 엔터테인먼트, 빌리지 로드쇼 픽처스 and NPV Entertainment                                                              |
| 2003.3.28  | 블루 칼라 코미디 투어                    | |
| 2003.4.4   | 왓 어 걸 원츠                            | 공동 제작 Gaylord Films |
| 2003.4.18  | 말리부의 8마일                           | |
| 2003.5.9   | 마이티 윈드                              | 공동 제작 캐슬 록 엔터테인먼트 |
| 2003.5.15  | 매트릭스 리로디드                        | 공동 제작 빌리지 로드쇼 픽처스, NPV Entertainment and 실버 픽처스                                                                       |
| 2003.5.23  | 위험한 사돈                              | 공동 제작 Franchise Pictures |
| 2003.6.20  | 알렉스와 엠마                            | 공동 제작 Franchise Pictures |
| 2003.7.2   | 터미네이터 3: 라이즈 오브 더 머신        | 북미 배급, 공동 제작 Intermedia Films and C2 Pictures                                                                                   |
| 2003.8.1   | 사랑은 음악을 타고                       | 공동 제작 Morgan Creek Productions |
| 2003.8.15  | 그라인드                                 | |
| 2003.9.12  | 매치스틱 맨                              | 공동 제작 플랜 B 엔터테인먼트, The Zanuck Company and Scott Free Productions                                                            |
| 2003.9.19  | 스몰 보이시스                            | |
| 2003.10.15 | 미스틱 리버                              | 공동 제작 빌리지 로드쇼 픽처스 and NPV Entertainment                                                                                    |
| 2003.11.5  | 매트릭스 레볼루션                        | 공동 제작 빌리지 로드쇼 픽처스, NPV Entertainment and 실버 픽처스                                                                       |
| 2003.11.14 | 루니툰: 백 인 액션                       | 공동 제작 워너 브라더스 애니메이션, Baltimore/Cold Spring Creek Pictures, Goldmann Pictures and Lonely Film Productions CmbH & Co. kg   |
| 2003.11.21 | 고티카                                   | 북미 배급, 공동 제작 콜럼비아 픽처스 and 다크 캐슬 엔터테인먼트                                                                         |
| 2003.12.5  | 라스트 사무라이                          | |
| 2003.12.12 | 사랑할 때 버려야 할 아까운 것들          | 인터내셔널 배급, 공동 제작 콜럼비아 픽처스 and Waverly Films                                                                            |
| 2003.12.12 | 러브 돈 코스트 어 씽                     | 공동 제작 Alcon Entertainment |
| 2004.1.9   | 체이싱 리버티                            | 공동 제작 Alcon Entertainment |
| 2004.1.16  | 토크                                     | 공동 제작 빌리지 로드쇼 픽처스, NPV Entertainment and Neal H. Moritz                                                                    |
| 2004.1.30  | 빅 바운스                                | |
| 2004.2.20  | 클리포즈 리얼리 빅 무비                  | 공동 제작 스콜라스틱 and Big Red Dog Productions                                                                                        |
| 2004.3.5   | 스타스키와 허치                          | 북미 배급, 공동 제작 디멘션 필름스 |
| 2004.3.12  | 스파르탄                                 | 북미 배급, 공동 제작 Franchise Pictures                                                                                                 |
| 2004.3.19  | 테이킹 라이브즈                          | 공동 제작 빌리지 로드쇼 픽처스 and Atmosphere Pictures                                                                                  |
| 2004.3.26  | 스쿠비 두 2: 몬스터 대소동               | 공동 제작 Mosaic Media Group |
| 2004.4.9   | 나인 야드 2                              | 북미 배급, 공동 제작 Franchise Pictures and Cheyenne Enterprises                                                                        |
| 2004.5.7   | 뉴욕 미니트                              | 공동 제작 Dualstar Entertainment Group                                                                                                  |
| 2004.5.14  | 트로이                                   | 공동 제작 플랜 B 엔터테인먼트 and Radiant Productions                                                                                   |
| 2004.6.4   | 해리 포터와 아즈카반의 죄수              | 공동 제작 헤이데이 필름스 and 1492 픽처스                                                                                               |
| 2004.7.16  | 신데렐라 스토리                          | 배급 담당 |
| 2004.7.23  | 캣 우먼                                  | 공동 제작 빌리지 로드쇼 픽처스 |
| 2004.8.20  | 엑소시스트: 더 비기닝                    | 배급 담당, 제작 Morgan Creek Productions                                                                                                |
| 2004.9.17  | 펑키 멍키                                | 공동 제작 Franchise Pictures |
| 2004.11.10 | 폴라 익스프레스                          | 공동 제작 캐슬 록 엔터테인먼트, Shangri-La Entertainment, ImageMovers and Playtone Entertainment                                        |
| 2004.11.24 | 알렉산더                                 | 북미 배급, 공동 제작 Intermedia Films, 파테, France 3 Cinema, Constantin Film and IMF Productions;                                      |
| 2004.12.10 | 오션스 트웰브                            | 공동 제작 빌리지 로드쇼 픽처스, NPV Entertainment, Jerry Weintraub Productions and Section Eight Productions                            |
| 2004.12.15 | 밀리언 달러 베이비                       | 북미 배급, 공동 제작 레이크쇼어 엔터테인먼트 and Malpaso Productions                                                                    |
| 2004.12.25 | 에비에이터                               | 북미 배급, 공동 제작 미라맥스, Appian Way Productions, Initial Entertainment Group, Forward Pass Productions and IMF Productions        |
| 2005.1.14  | 레이싱 스트라이프스                      | 공동 제작 서밋 엔터테인먼트 and The Zanuck Company                                                                                      |
| 2005.1.21  | 오페라의 유령                            | 북미 배급 |
| 2005.2.18  | 콘스탄틴                                 | 공동 제작 빌리지 로드쇼 픽처스, Weed Road Pictures, Di Bonaventura Pictures, 버티고 코믹스 and The Donners' Company                     |
| 2005.3.24  | 미스 에이전트 2: 라스베가스 잠입사건     | 공동 제작 캐슬 록 엔터테인먼트, 빌리지 로드쇼 픽처스 and Fortis Films                                                                   |
| 2005.5.6   | 하우스 오브 왁스                         | 공동 제작 빌리지 로드쇼 픽처스 and 다크 캐슬 엔터테인먼트                                                                               |
| 2005.5.20  | 엑소시스트 5                             | 배급 담당, 공동 제작 Morgan Creek Productions                                                                                           |
| 2005.6.1   | 청바지 돌려 입기                         | 공동 제작 Alcon Entertainment and Di Novi Pictures                                                                                      |
| 2005.6.15  | 배트맨 비긴즈                            | 공동 제작 DC 엔터테인먼트, 신카피 |
| 2005.7.15  | 찰리와 초콜릿 공장                       | 공동 제작 빌리지 로드쇼 픽처스, 플랜 B 엔터테인먼트, The Zanuck Company and Theobald Film Productions                                   |
| 2005.7.22  | 아일랜드                                 | 인터내셔널 배급, 공동 제작 드림웍스 픽처스 and Parkes/MacDonald Productions                                                             |
| 2005.7.29  | 비밀과 거짓말의 차이                     | |
| 2005.8.5   | 해저드 마을의 듀크 가족                  | 공동 제작 빌리지 로드쇼 픽처스 |
| 2005.9.2   | 타임코드                                 | 공동 제작 Franchise Pictures |
| 2005.9.23  | 유령신부                                 | |
| 2005.9.30  | 듀마                                     | |
| 2005.10.7  | 굿나잇 앤 굿럭                           | 북미 배급, 제작 워너 인디펜던트 픽처스 and Participant Productions                                                                      |
| 2005.10.21 | 키스 키스 뱅뱅                           | 공동 제작 실버 픽처스 |
| 2005.10.21 | 노스 컨츄리                              | 공동 제작 Participant Media |
| 2005.11.18 | 해리 포터와 불의 잔                      | 공동 제작 헤이데이 필름스 and Patalex IV Productions                                                                                    |
| 2005.12.9  | 시리아나                                 | 공동 제작 Participant Productions and Section Eight Productions                                                                         |
| 2005.12.24 | 그녀가 모르는 그녀에 관한 소문           | 공동 제작 빌리지 로드쇼 픽처스 |
| 2006.2.10  | 파이어월                                 | 공동 제작 빌리지 로드쇼 픽처스 and Beacon Communications                                                                                |
| 2006.3.3   | 신비의 바다 3D                           | 공동 제작 IMAX |
| 2006.3.3   | 식스틴 블럭                              | 공동 제작 Alcon Entertainment |
| 2006.3.17  | 브이 포 벤데타                           | 공동 제작 Virtual Studios, 버티고 코믹스, 실버 픽처스 and Anarchos Productions                                                          |
| 2006.3.31  | ATL                                      | 공동 제작 Overbrook Entertainment |
| 2006.5.12  | 포세이돈                                 | 공동 제작 Virtual Studios and Weed Road Pictures                                                                                        |
| 2006.5.12  | 샤일로 3                                 | |
| 2006.6.16  | 레이크 하우스                            | 공동 제작 빌리지 로드쇼 픽처스 |
| 2006.6.28  | 수퍼맨 리턴즈                            | 공동 제작 레전더리 픽처스, DC 엔터테인먼트, Peters Entertainment and Bad Hat Harry Productions                                          |
| 2006.7.21  | 레이디 인 더 워터                        | 공동 제작 레전더리 픽처스 and Blinding Edge Pictures                                                                                    |
| 2006.7.28  | 앤트 불리                                | 공동 제작 레전더리 픽처스, Playtone and DNA Productions                                                                                 |
| 2006.8.25  | 비어페스트                               | 공동 제작 레전더리 픽처스, Broken Lizard and Gerber Pictures                                                                            |
| 2006.9.1   | 위커 맨                                  | |
| 2006.10.6  | 디파티드                                 | 공동 제작 플랜 B 엔터테인먼트, Media Asia Films and Vertigo Entertainment                                                               |
| 2006.10.20 | 프레스티지                               | 인터내셔널 배급, 공동 제작 터치스톤 픽처스, Newmarket Films and 신카피                                                                  |
| 2006.10.20 | 아버지의 깃발                            | 인터내셔널 배급, 공동 제작 드림웍스 픽처스, 앰블린 엔터테인먼트 and Malpaso Productions                                                 |
| 2006.11.17 | 해피 피트                                | 공동 제작 빌리지 로드쇼 픽처스, Animal Logic and Kennedy-Miller Productions                                                             |
| 2006.11.22 | 천년을 흐르는 사랑                       | 북미 배급, 공동 제작 리젠시 엔터프라이즈 and Protozoa Pictures                                                                          |
| 2006.12.8  | 어너컴퍼니드 마이너                      | 공동 제작 빌리지 로드쇼 픽처스 |
| 2006.12.8  | 블러드 다이아몬드                        | 공동 제작 Virtual Studios |
| 2006.12.15 | 굿 저먼                                  | 공동 제작 Virtual Studios |
| 2006.12.20 | 이오지마에서 온 편지                     | 북미 배급, 공동 제작 드림웍스 픽처스, 앰블린 엔터테인먼트 and Malpaso Productions                                                       |
| 2006.12.22 | 우리는 마샬: 불멸의 팀                   | 공동 제작 레전더리 픽처스, Thunder Road Films and Wonderland Sound and Vision                                                           |
| 2007.2.14  | 그 여자 작사 그 남자 작곡                | 공동 제작 캐슬 록 엔터테인먼트 and 빌리지 로드쇼 픽처스                                                                                 |
| 2007.2.23  | 애스트로넛 파머                          | |
| 2007.3.2   | 조디악                                   | 인터내셔널 배급, 공동 제작 파라마운트 픽쳐스 and Phoenix Pictures                                                                       |
| 2007.3.9   | 300                                      | 공동 제작 레전더리 픽처스, Virtual Studios, Atmosphere Pictures and Hollywood Gang Films                                                |
| 2007.3.23  | 닌자 거북이 TMNT                         | 북미 배급, 제작 와인스타인 컴패니, Imagi Animation Studios and Mirage Studios                                                           |
| 2007.4.5   | 리핑: 10개의 재앙                        | 공동 제작 빌리지 로드쇼 픽처스 and 다크 캐슬 엔터테인먼트                                                                               |
| 2007.4.20  | 인 더 랜드 오브 우먼                     | 배급 담당, 공동 제작 캐슬 록 엔터테인먼트                                                                                               |
| 2007.5.4   | 럭키 유                                  | 공동 제작 빌리지 로드쇼 픽처스 |
| 2007.6.8   | 오션스 13                                | 공동 제작 빌리지 로드쇼 픽처스, Section Eight Productions and Jerry Weintraub Productions                                               |
| 2007.6.15  | 낸시 드류                                | 공동 제작 Virtual Studios and Jerry Weintraub Productions                                                                               |
| 2007.7.3   | 결혼 면허 따기                           | 공동 제작 빌리지 로드쇼 픽처스, Phoenix Pictures, Robert Simonds Productions, Underground Films and Management and Proposal Productions |
| 2007.7.11  | 해리 포터와 불사조 기사단                | 공동 제작 헤이데이 필름스 |
| 2007.7.27  | 사랑의 레시피                            | 공동 제작 캐슬 록 엔터테인먼트 and 빌리지 로드쇼 픽처스                                                                                 |
| 2007.8.17  | 인베이젼                                 | 공동 제작 빌리지 로드쇼 픽처스, 실버 픽처스 and Vertigo Entertainment                                                                   |
| 2007.9.14  | 브레이브 원                              | 공동 제작 빌리지 로드쇼 픽처스 and 실버 픽처스                                                                                          |
| 2007.9.14  | 엘라의 계곡                              | 북미 배급, 제작 워너 인디펜던트 픽처스, 서밋 엔터테인먼트                                                                               |
| 2007.9.21  | 비겁한 로버트 포드의 제시 제임스 암살    | 공동 제작 Virtual Studios |
| 2007.10.12 | 마이클 클레이튼                          | 공동 제작 캐슬 록 엔터테인먼트 and Senator Entertainment                                                                                |
| 2007.10.26 | 레일즈 앤드 타이즈                       | |
| 2007.11.5  | 베오울프                                 | 인터내셔널 배급, 공동 제작 Shangri-La Entertainment and ImageMovers                                                                     |
| 2007.11.9  | 산타는 괴로워                            | 공동 제작 실버 픽처스 |
| 2007.11.21 | 어거스트 러쉬                            | 공동 제작 Odyssey Entertainment |
| 2007.11.30 | 마마 보이                                | |
| 2007.12.14 | 나는 전설이다                            | 공동 제작 빌리지 로드쇼 픽처스, 헤이데이 필름스, Weed Road Pictures, and Overbrook Entertainment                                        |
| 2007.12.21 | 스위니 토드: 어느 잔혹한 이발사 이야기   | 인터내셔널 배급, 공동 제작 드림웍스 픽처스, Parkes/MacDonald Productions, The Zanuck Company and Neal Street Productions                |
| 2007.12.21 | P.S 아이 러브 유                         | 공동 제작 Alcon Entertainment |
| 2008.1.4   | 착신아리                                 | 공동 제작 Kadokawa Pictures, Intermedia Films and Alcon Entertainment                                                                   |
| 2008.1.11  | 버킷 리스트: 죽기 전에 꼭 하고 싶은 것들 | |
| 2008.2.8   | 사랑보다 황금                            | 공동 제작 Mace Neufeld Productions, Hollywood Gang Films and Skylark Productions                                                        |
| 2008.3.7   | 10,000 BC                                | 공동 제작 레전더리 픽처스, Centropolis Entertainment and The Mark Gordon Company                                                        |
| 2008.4.11  | 카오스 이론                              | 공동 제작 워너 인디펜던트 픽처스 and 캐슬 록 엔터테인먼트                                                                               |
| 2008.6.20  | 겟 스마트                                | 공동 제작 빌리지 로드쇼 픽처스, Di Bonaventura Pictures, Mosaic Media Group and Mad Chance Callahan Filmworks                           |
| 2008.7.18  | 다크 나이트                              | 공동 제작 레전더리 픽처스, DC 엔터테인먼트 and 신카피                                                                                   |
| 2008.8.6   | 청바지 돌려 입기 2                       | 공동 제작 Alcon Entertainment and Di Novi Pictures                                                                                      |
| 2008.8.15  | 스타 워즈: 클론 전쟁                     | 배급 담당, 제작 루카스 필름 |
| 2008.9.26  | 나이트 인 로댄스                         | 공동 제작 빌리지 로드쇼 픽처스 |
| 2008.10.10 | 바디 오브 라이즈                         | 공동 제작 Scott Free Productions and De Line Pictures                                                                                   |
| 2008.10.31 | 락큰롤라                                 | 공동 제작 다크 캐슬 엔터테인먼트 |
| 2008.12.17 | 예스 맨                                  | 공동 제작 빌리지 로드쇼 픽처스, 헤이데이 필름스, 렐러티비티 미디어 and The Zanuck Company                                               |
| 2008.12.19 | 슬럼독 밀리어네어                        | 북미 공동배급 폭스 서치라이트 픽처스, 제작 Film 4 Productions and Celador Films                                                         |
| 2008.12.25 | 벤자민 버튼의 시간은 거꾸로 간다         | 인터내셔널 배급, 공동 제작 파라마운트 픽쳐스 and The Kennedy/Marshall Company                                                           |
| 2009.1.9   | 그랜 토리노                              | 공동 제작 빌리지 로드쇼 픽처스, Malpaso Productions and Media Magik Entertainment                                                       |
| 2009.1.16  | 찬드니 초우크 투 차이나                  | 공동 제작 Ramesh Sippy Entertainment and People Tree Films                                                                              |
| 2009.2.13  | 언더 더 씨 3D                            | 공동 제작 IMAX |
| 2009.3.6   | 왓치맨                                   | 북미 배급, 공동 제작 파라마운트 픽쳐스, 레전더리 픽처스, DC 엔터테인먼트 and Lawrence Gordon Productions                                |
| 2009.4.10  | 옵저브 앤 리포트                         | 공동 제작 레전더리 픽처스 and De Line Pictures                                                                                          |
| 2009.4.22  | 코코 샤넬                                | 공동 제작 카날 플러스, Ciné+ and France 2 Cinema                                                                                        |
| 2009.5.21  | 터미네이터: 미래전쟁의 시작              | 북미 배급, 공동 제작 The Halcyon Company, Wonderland Sound and Vision and Moritz Borman Productions                                     |
| 2009.6.5   | 행오버                                   | 공동 제작 레전더리 픽처스 and Green Hat Films                                                                                           |
| 2009.7.15  | 해리 포터와 혼혈 왕자                    | 공동 제작 헤이데이 필름스 |
| 2009.7.24  | 오펀: 천사의 비밀                        | 공동 제작 다크 캐슬 엔터테인먼트 and Appian Way Productions                                                                             |
| 2009.8.21  | 쇼츠                                     | 공동 제작 Imagenation Abu Dhabi, Media Rights Capital and Troublemaker Studios                                                          |
| 2009.9.11  | 화이트아웃                               | 공동 제작 다크 캐슬 엔터테인먼트 |
| 2009.9.18  | 인포먼트                                 | 공동 제작 Participant Media and Groundswell Productions                                                                                 |
| 2009.9.18  | 더 펌                                    | 영국 영화 |
| 2009.10.2  | 그곳에선 아무도 거짓말을 하지 않는다     | 북미 배급, Radar Pictures and Media Rights Capital                                                                                      |
| 2009.10.16 | 괴물들이 사는 나라                       | 공동 제작 레전더리 픽처스, 빌리지 로드쇼 픽처스 and Playtone Entertainment                                                              |
| 2009.11.6  | 더 박스                                  | 공동 제작 Radar Pictures and Media Rights Capital                                                                                       |
| 2009.11.20 | 블라인드 사이드                          | 공동 제작 Alcon Entertainment |
| 2009.11.25 | 닌자 어쌔신                              | 공동 제작 레전더리 픽처스, 다크 캐슬 엔터테인먼트, 실버 픽처스, Di Bonaventura Pictures and Anarchos Productions                        |
| 2009.12.11 | 우리가 꿈꾸는 기적: 인빅터스             | 공동 제작 스파이글래스 엔터테인먼트, Revelations Entertainment, Malpaso Productions and Mace Neufeld Productions                        |
| 2009.12.25 | 셜록 홈즈                                | 공동 제작 빌리지 로드쇼 픽처스, 실버 픽처스 and Di Bonaventura Pictures                                                                 |

## 같이 보기
- 뉴 라인 시네마의 영화 목록
- 워너 브라더스의 장편 애니메이션 영화 목록
- 분류:제작사별 영화 목록